# Antifaschistische Linke Berlin
Die Antifaschistische Linke Berlin (ALB) war eine Antifagruppe in Berlin.
Die Antifaschistische Linke Berlin war eine von zwei Gruppen, die aus der Trennung der Antifaschistischen Aktion Berlin zu Beginn des Jahres 2003 hervorgegangen sind. Im Gegensatz zur eher theoretisch und antideutsch ausgerichteten Kritik und Praxis Berlin verstand sich die ALB als traditionelle linksradikale Gruppe mit starkem „Praxisbezug“.
Aktivisten der ALB traten als Anmelder und Organisatoren von Demonstrationen in Erscheinung oder unterstützten andere Aufrufe, so z. B. bei den Revolutionären 1. Mai-Demonstrationen in Berlin, den jährlichen Demonstrationen im Gedenken an Silvio Meier, der Liebknecht-Luxemburg-Demonstration oder bei Aktionen gegen Aufmärsche neonazistischer Organisationen.
Die ALB arbeitete in  Bündnissen zu antifaschistischen Themen, zu Sozialprotesten und anderen Politikfeldern der radikalen Linken. Sie war Teil des Berliner Sozialforums und Mitglied der Interventionistischen Linken.
Das staatliche Gewaltmonopol wurde von der ALB in Frage gestellt. Die ALB rief laut Gewerkschaft der Polizei auch zur Gewalt gegen Menschen auf.
Im September 2014 informierte die Gruppe über ihre Auflösung. Als Gründe wurden Resignation, Ratlosigkeit, Austritte von Mitgliedern und eine Krise der radikalen Linken in Deutschland und Europa genannt. Während ein Teil der Gruppe sich in einer neugegründeten Berliner Ortsgruppe der Interventionistischen Linken organisierte, organisierte sich – laut Informationen des Berliner Verfassungsschutzes – ein anderer Teil gemeinsam mit ehemaligen Mitgliedern der Antifaschistischen Revolutionären Aktion Berlin in der neugegründeten radikale linke l berlin (RLB).

## Einschätzung der Verfassungsschutzbehörden
Die ALB gehörte nach Einschätzung des Verfassungsschutzes zu den drei tonangebenden autonomen Gruppierungen der Berliner Antifa-Szene. Mit sechzig Mitgliedern war sie zeitweise die größte Organisation innerhalb dieses Bereichs.  Nach Einschätzung des Verfassungsschutzes der Länder Berlin, Brandenburg und Sachsen war sie eine linksextremistische Gruppierung.
Die Auflösung 2014 kam für den Chef des Berliner Verfassungsschutzes Bernd Palenda nicht überraschend. Die zuletzt auf 30 bis 40 Mitglieder eingeschätzte Gruppe sei nach internen Zerwürfnissen seit 2012 zeitweise handlungsunfähig gewesen. Palenda nannte den Niedergang einen exemplarischen Umbruch, der anderen Gruppierungen noch bevorstehe.